# Juegos de la Mancomunidad de 1958
Los VI Juegos de la Mancomunidad se celebraron en Cardiff (Gales), del 18 de julio al 26 de julio de 1958, bajo la denominación Juegos del Imperio Británico y de la Mancomunidad de Cardiff 1958.

Participaron un total de 1.130 deportistas representantes de 35 países miembros de la Mancomunidad de Naciones. El total de competiciones fue de 94 repartidas en 10 deportes.

## Medallero
| Núm. | País              | Oro | Plata | Bronce | Total |
| ---- | ----------------- | --- | ----- | ------ | ----- |
| 1    | Inglaterra        | 29  | 22    | 29     | 80    |
| 2    | Australia         | 27  | 22    | 17     | 66    |
| 3    | Sudáfrica         | 13  | 10    | 8      | 31    |
| 4    | Escocia           | 5   | 5     | 3      | 13    |
| 5    | Nueva Zelanda     | 4   | 6     | 9      | 19    |
| 6    | Jamaica           | 4   | 2     | 1      | 7     |
| 7    | Pakistán          | 3   | 5     | 2      | 10    |
| 8    | India             | 2   | 1     | 0      | 3     |
| 9    | Singapur          | 2   | 0     | 0      | 2     |
| 10   | Canadá            | 1   | 10    | 16     | 27    |
| 11   | Gales             | 1   | 3     | 7      | 11    |
| 12   | Irlanda del Norte | 1   | 1     | 3      | 5     |
| 13   | Bahamas           | 1   | 1     | 0      | 2     |
| 13   | Barbados          | 1   | 1     | 0      | 2     |
| 15   | Malasia           | 0   | 2     | 0      | 2     |
| 16   | Nigeria           | 0   | 1     | 1      | 2     |
| 17   | Guyana Británica  | 0   | 1     | 0      | 1     |
| 17   | Uganda            | 0   | 1     | 0      | 1     |
| 19   | Rodesia del Sur   | 0   | 0     | 3      | 3     |
| 20   | Kenia             | 0   | 0     | 2      | 2     |
| 21   | Ghana             | 0   | 0     | 1      | 1     |
| 21   | Isla de Man       | 0   | 0     | 1      | 1     |
| 21   | Trinidad y Tobago | 0   | 0     | 1      | 1     |
|      | TOTAL             | 94  | 94    | 104    | 292   |

| Predecesor: Vancouver 1954 | VI Juegos de la Mancomunidad 1958 | Sucesor: Perth 1962 |